# سوبر مان (مسلسل كرتوني)
فليشير أند فاموس سوبر مان (بالإنجليزية: Fleischer & Famous Superman)‏ ، هي مسلسل أمريكي أنمي للرسوم المتحركة من نوع الإثارة، وهي مسلسل كرتوني قصير لا تتجاوز 8 دقائق، وهي منقولة من الكتب المصورة.
أنتج العمل سنة 1941م وتوقف سنة 1943م، وهي الأكثر المسلسلات الكرتونية إثارة في الأربعينيات من القرن العشرين، وتدخل القصة من ضمنها : النازيون واليابانيون في فترة الحرب العالمية الثانية .
إلا أن هذه الرسوم المتحركة قد ضمنت حديثا لعائلة دي سي كومكس ، والتي تمتلكها شركة وارنر برذرز منذ عام 1969م .

## حلقات المسلسل
تتكون الحلقات للمسلسل سوبر مان بـ17 حلقة فقط وهي :

## فلايشر للإنتاج الفني
- سوبر مان والخبير المجنون، (بالإنجليزية:Superman (The Mad Scientist) ، أنتجت سنة 1941م .
- وحوش الميكانيكية، (بالإنجليزية:The Mechanical Monsters) ، أنتجت سنة 1941م .
- مليار دولار لميتد، (بالإنجليزية:Billion Dollar Limited) ، أنتجت سنة 1942م .
- العملاق القطب الشمالي، حصل هذا الوحش من سيبيريا ، (بالإنجليزية: The Arctic Giant)، أنتجت سنة 1942م .
- الطائرة المغناطيسية، (بالإنجليزية:The Bulleteers) ، أنتجت سنة 1942م .
- هزة أرضية كهربائية، (بالإنجليزية:The Magnetic Telescope) ، أنتجت سنة 1942م .
- البركان، (بالإنجليزية:Volcano) ، أنتجت سنة 1942م .
- الإرهاب في السيرك، (بالإنجليزية:Terror on the Midway) ، أنتجت سنة 1942م .

## الاستوديوهات الشهيرة
- جابوتورس، الياباني الذي يخطف أكبر طائرة أمريكية ويحتجز الرهينة، (بالإنجليزية:Japoteurs) ، أنتجت سنة 1942م .
- المدينة! ، (بالإنجليزية:Showdown!) ، أنتجت سنة 1942م .
- الساعة الحادية عشرة، يحتجز الأمريكيان سوبر مان وزميلته الصحفية في مدينة يوكوهاما اليابانية، (بالإنجليزية:Eleventh Hour) ، أنتجت سنة 1942م .
- تدمير الشركة، (بالإنجليزية:Destruction Inc) ، أنتجت سنة 1942م .
- إستهداف المومياء ، بحث في قضية مقتل عالم أمريكي في متحف الأثار المصرية، (بالإنجليزية:The Mummy Strikes) ، أنتجت سنة 1943م .
- المطبلون في الغابة، نازيون يتخفون بالزي الأسطورة الأفريقية، (بالإنجليزية:Jungle Drums) ، أنتجت سنة 1943م .
- العالم السفلي، (بالإنجليزية:The Underground World) ، أنتجت سنة 1943م .
- العميل السري، النازيون الأمريكيون يعملون لصالح ألمانيا بأخذ الأسرار الأمريكية، (بالإنجليزية:Secret Agent) ، أنتجت سنة 1943م .

## وصلات خارجية
- سوبر مان على موقع كينوبويسك (الروسية)